# Guatlla blava africana
La guatlla blava africana (Synoicus adansonii) és una espècie d'ocell de la família dels fasiànids (Phasianidae) que habita les praderies humides d'una ampla zona de l'Àfrica subsahariana, des de Guinea, Sierra Leone, el sud-est del Sudan i el sud-oest d'Etiòpia, fins a Sud-àfrica.

## Taxonomia
Aquesta espècie ha estat inclosa també als gèneres Excalfactoria i Coturnix.
S'han descrit unes 6 subespècies:
- S. c. chinensis (Linnaeus, 1766). De l'Índia, Sri Lanka, Malaia, Sumatra, Java, Indoxina, sud-est de la Xina i Taiwan.
- S. c. trinkutensis	Richmond, 1902. De les illes Nicobar.
- S. c. lineata (Scopoli, 1786). De Filipines, Borneo, illes petites de la Sonda, Sulawesi i les Moluques.
- S. c. lepida Hartlaub, 1879. De Nova Guinea i Arx. Bismarck.
- S. c. australis Gould, 1865. D'Austràlia oriental.
- S. c. colletti Mathews, 1912. D'Austràlia septentrional.